# Cynometra cubensis
Cynometra cubensis é uma espécie vegetal da família Fabaceae.
Apenas pode ser encontrada em Cuba.
Está ameaçada por perda de habitat.